# Quevedo
Quevedo – miasto w Ekwadorze, położone na północy prowincji Los Ríos. Posiada około 150 tys. mieszkańców (2013).
W mieście rozwinął się przemysł spożywczy.